# Domenico Barbaja
Domenico Barbaja ou Barbaia ; Milan (duché de Milan), 10 août 1777 – Pausilippe (royaume des Deux-Siciles), 19 octobre 1841 est un impresario d'opéra italien.

## Biographie
Barbaja naît à Milan. D'un caractère énergique, il commence sa carrière en tenant un café. Il s'enrichit en créant (ou au moins en étant crédité de sa création) un type spécial de café avec mousse de lait, le « barbajada », sans doute le premier cappuccino. Cette boisson, et une variante avec du chocolat chaud comme le bicerin, devient si populaire à Milan, que l'ancien serveur est en mesure d'ouvrir une chaîne de cafés en ville, qui présente son mélange original.
Barbaja agrandit sa fortune en achetant et en vendant des munitions pendant les guerres napoléoniennes. En outre, après que les Français ont autorisé de nouveau les jeux d'argent alors qu'ils avancent vers le sud de l'Italie, il est revendeur de cartes de jeu à l'opéra de La Scala et en 1805, il devient sous-traitant de l'ensemble des opérations de jeux de hasard de la maison. En prenant le contrôle de jeux d'argent plus au sud, au fur et à mesure que les armées françaises avancent, il reprend une concession à Naples où il arrive en 1806.
En 1809, il a gagné assez d'argent pour reprendre le Théâtre royal San Carlo, grande maison d'opéra, ainsi que le deuxième théâtre royal, le Nuovo, et deux autres encore jusqu'en 1824. Il vit dans le palais Barbaja, situé dans le quartier de San Ferdinando. À partir de 1821, il dirige également les deux théâtres de Vienne, le Theater am Kärntnertor et le Theater an der Wien. En 1826, il reprend la tête de La Scala de Milan, avant de retourner à Naples.
Parmi les œuvres qu'il a commandées, on trouve des opéras de Gaetano Donizetti, Vincenzo Bellini et Carl Maria von Weber. En 1815, il offre à Gioachino Rossini un contrat pour sept saisons et l'obligation de fournir dix opéras, dont Otello, Armida, Mosè in Egitto, Ermione, La donna del lago et Maometto II. Parmi les chanteurs de Barbaja, pour lesquels Rossini a écrit un certain nombre de rôles au cours de cette période, on trouve les ténors Giovanni David et Andrea Nozzari, la basse Michele Benedetti et la grande mezzo-soprano Isabella Colbran. Cette dernière a été l'amante de Barbaja pendant quelque temps avant de le quitter pour Rossini.
Il meurt à Pausilippe en 1841.